# 贺优琳
贺优琳，1955年10月—，江西南昌人，中国共产党党员，前任中山纪念中学校长、党委书记，第十一届全国人民代表大会代表，前任中山市人民代表大会代表，曾获中山市十杰市民，广东省劳动模范等称号。

## 在任功绩
自1993年出任中山纪念中学的校长以来，贺优琳在学校的建设方面起到了很大的作用，他主持建设了科学馆、校友楼、新教学楼、新图书馆等建筑，并参与了2007年起的扩建纪中校园活动。
在贺优琳的领导下，中山纪念中学的高考成绩稳步提升，每年升学率达100%，且重点大学与本科大学的上线率远远超过指标。
2011年3月8日，在第十一届全国人民代表大会第四次会议，广东代表团讨论财政部《预算报告》时，贺优琳发言谈到物价民生时，数度哽咽，获得多次掌声。网友取其名字的谐音，力挺其为“忧民哥”。